# 地擲球

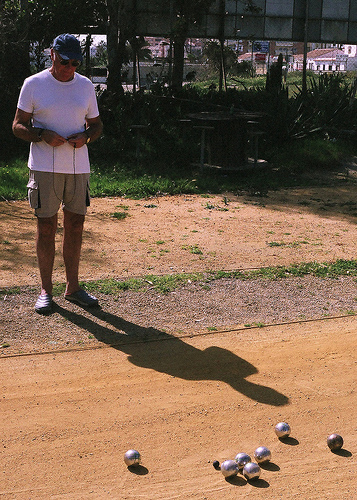
一個金屬地擲球

地掷球（英語：boules）是一項「雙方運動員在規定的場地上用手投擲球進行對抗」的體育運動，流行於亚欧大陆，並且是中國第三屆全國體育大會的項目之一。

## 歷史

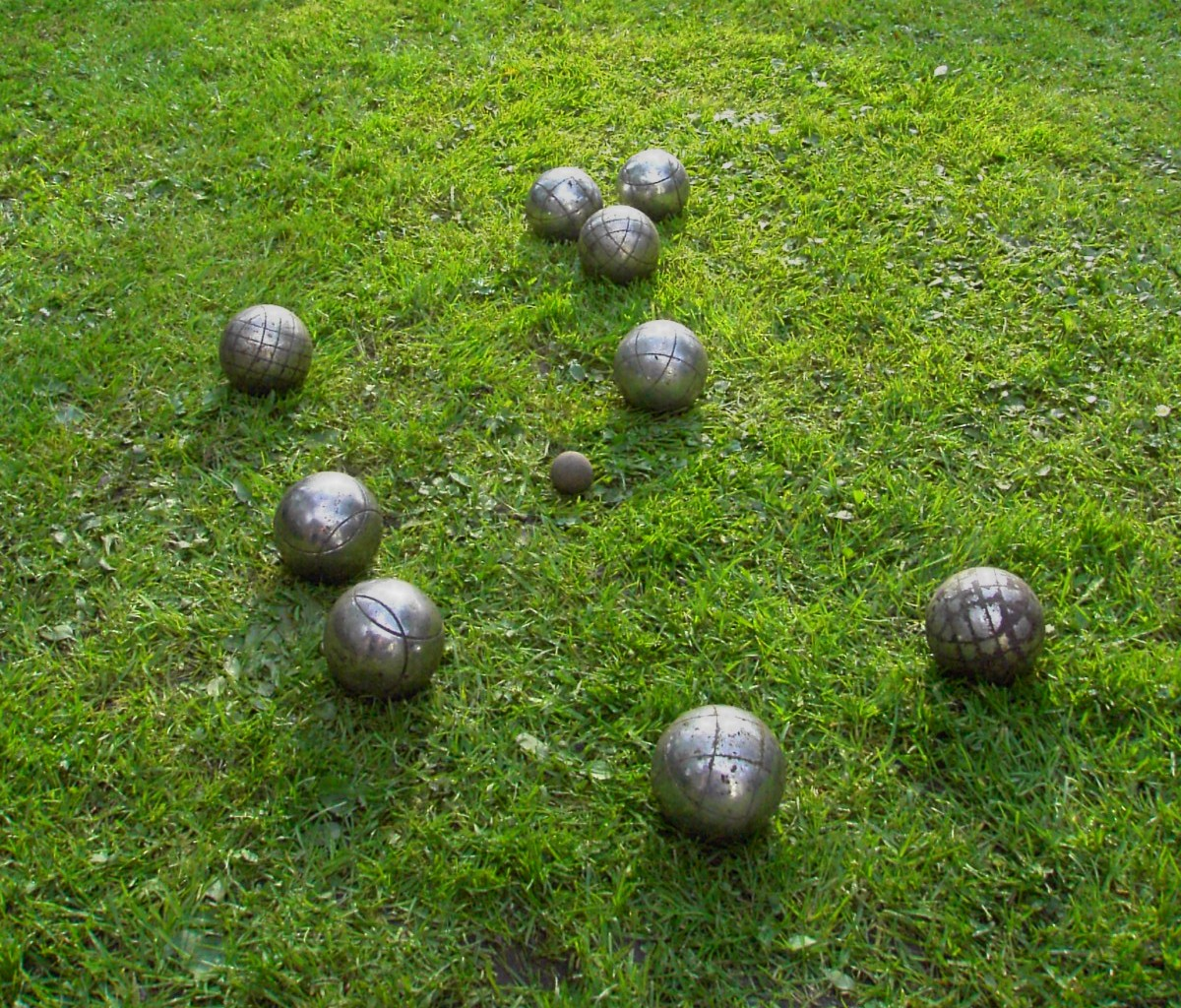
幾個於草地上的法式滾球

地擲球是世界上最古老的運動之一，它起源於公元前3000年的古埃及，當時古埃及人將石塊磨成一個圓形的球來進行投擲遊戲。由於這項遊戲只需要簡易的器材以及無需要太大的地方，於是便成為了一項受歡迎的遊戲，開始流行起來，隨後的古希臘與古羅馬時代，當地的農民經常會在農閒之時以擲石頭的遊戲來鍛煉身體外，皇室貴族也對此遊戲感到興趣，故此鼓勵大眾於廣場和馬路上進行擲石遊戲。除此之外，英國的伊麗莎白一世的宮殿裏都盛行地擲球運動。
19世紀至20世紀初，地擲球於歐洲盛行，及後歐洲移民把地擲球這項遊戲傳播至美洲和世界各地，於全球廣泛流傳期間，地擲球中的規則與玩法不斷的發生演變，從中得到了發展和改進，漸漸的更加流行和成為了一項運動項目。直到1985年，國際金屬地地擲球聯會、國際塑質地地擲球聯會以及國際小金屬地聯都相繼於摩納哥成立，後來更合併為世界地擲球運動聯盟。
1983年，瑞士舉行了第一屆的世界男子地擲球錦標賽，後來在1991年，國際地擲球聯會將本來一年一度的世界錦標賽改爲四年一度的大賽，又把洲際杯定為兩年一度的杯賽，又新增了世界單打錦標賽，每兩年舉行一次。到了現時為止，國際地擲球聯合會設有世界地擲球錦標賽、世界青少年地擲球錦標賽、國際地擲球邀請賽、國際草地滾球大賽和國際時尚球類大賽。1986年12月，國際奧林匹克委員會正式將地擲球運動到入爲奧林匹克開展項目之一。另外，法式滾球已被列爲世界運動會中正式的比賽項目。

## 規則
滾球的球種主要分為兩類，一種由金屬制，另一種則塑質所造，前者稱金屬滾球，後者名為塑質滾球，在這兩大類中，再有法式滾球、草地滾球、桌擲球(又稱沙狐球)。

### 羅納西滾球、銳發滾球
縱然如此，但大致上的規則也都無大分別。羅納西滾球比賽場用是長度為25米、銳發滾球比賽場用是長度為26．50米，寬度為4．50米，四周圍板高度25厘米的沙地或塑膠地。球分為大球和小球，前者920-1000克，直徑11厘米，是隊員投擲用球。而小球重量為60克，直徑4厘米，為比賽的基準球，是裁判員用來判斷雙方投擲的大球距小球遠近和得分多少的標記。大球和小球均是合成塑膠製成。
一場的滾球賽事設團體賽和單項賽。團體賽進行3局，最先進行三人賽，及後是單人賽，最後為雙人賽。在單人賽之中，運動員需投擲4球，雙人賽中的兩位運動員每人要擲出兩球，而三人賽也是一樣。
在裁判方面，一場的滾球比賽，會由3人出任裁判，當中的1位是主裁判，任務是要「按規則條款進行執法工作和判斷、丈量、宣佈雙方投擲球距小球遠近及得分」。另外1位是副裁判員，副裁判員需要「協助主裁判進行工作」。另外1位是記錄員，他要「登記每輪比分及有關事項」。
在每局比賽前，主裁判員會以抛幣的方式決定雙方誰先擁有擲球和場地權。及後在第一輪比賽之前，裁判員會把目標色球放在「開球點」上，先擲球隊伍先擲球，在第二輪及以後，先得分的隊伍會先擲目標色球，擲球者必須要在一個直徑爲35-50厘米的圓圈內擲球。
在比賽過去中，一方的滾球滾靠離目標色球最近時，另一隊則可抛或以滾的方式，把對方的球擊走，令自己的球與目標色球最近，這就正如冰壺運動差不多。當兩隊擲出所有的滾球後，一隊的滾球比對方的滾球距靠近目標色球時，就會得分， 1球近得1分，有2球近得2分，如此類推。之後就進行下一輪的比賽，每局最先取得15分的爲勝利者。

### 法式滾球
法式滾球的規則與羅納西滾球、銳發滾球無大異，但比賽場地是一個長15米、寬4米的碎石地，比賽用的滾球依照法式滾球國際總會（FIPJP）規定，直徑需在70.5-80毫米，重量需在650-800克，目標球/中心球（Jack）直徑爲30毫米。法式滾球比賽分為單人、雙人與三人賽，在單人賽，運動員需投出三球，雙人賽的兩位運動員都需拋出三球，而三人賽的運動員各要擲出兩球，最獲得13分的就贏出比賽。

## 外部連結
- 中國擲球協會（（[//web.archive.org/web/20060523091349/http://boules.sport.org.cn/ 页面存档备份，存于） 页面存档备份]，存于）{Wayback|url=http://boules.sport.org.cn/ |date=20060523091349 }}[來源請求]
- http://www.petanque.org.tw/ （页面存档备份，存于） 中華民國滾球協會
- 世界擲球協會（英文）
- （英文）
- （英文）